# Pachycerianthus

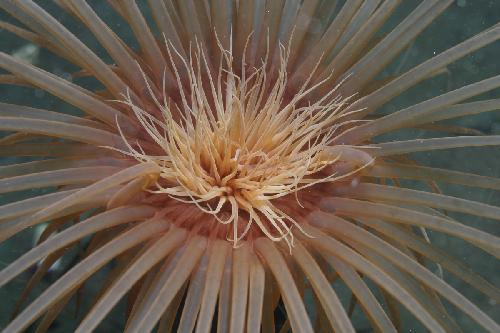
Detalle de los dos tipos de tentáculos de Pachycerianthus

Pachycerianthus es un género de hexacorales marinos que pertenecen a la familia Cerianthidae, dentro de la clase Anthozoa. 
Su aspecto es similar a las anémonas marinas, por lo que su nombre común, al igual que el del género emparentado Cerianthus, es anémona tubo. 
Carecen de disco pedal, siendo puntiagudo el extremo inferior de su elástico cuerpo, que, mediante presión hidrostática se ensancha en forma de bulbo. Con estos movimientos, consigue enterrarse en sustratos blandos y anclarse, o desaparecer ante algún peligro. 

## Especies
El Registro Mundial de Especies Marinas acepta las siguientes especies en Pachycerianthus:
- Pachycerianthus aestuarii. (Torrey & Kleeburger, 1909)
- Pachycerianthus borealis. (Verrill, 1873)
- Pachycerianthus curacaoensis. Den Hartog, 1977
- Pachycerianthus delwynae. Carter, 1995
- Pachycerianthus dohrni. (Van Beneden, 1923)
- Pachycerianthus fimbriatus. McMurrich, 1910
- Pachycerianthus insignis. Carlgren, 1951
- Pachycerianthus johnsoni. (Torrey & Kleeburger, 1909)
- Pachycerianthus longistriatus. Carter, 1995
- Pachycerianthus magnus.  (Nakamoto, 1919)
- Pachycerianthus maua. (Carlgren, 1900)
- Pachycerianthus monostichus. McMurrich, 1910
- Pachycerianthus multiplicatus. Carlgren, 1912
- Pachycerianthus nobilis. (Haddon & Shackleton, 1894)
- Pachycerianthus schlenzae Stampar, Morandini & Silveira, 2014
- Pachycerianthus solitarius. (Rapp, 1829)

- Pachycerianthus benedeni. Roule, 1904 (Nomen dubium)

Especies reclasificadas como sinonimia:
- Pachycerianthus mana aceptada como Pachycerianthus maua (Carlgren, 1900)
- Pachycerianthus plicatus Carlgren, 1924 aceptada como Pachycerianthus fimbriatus McMurrich, 1910

## Galería

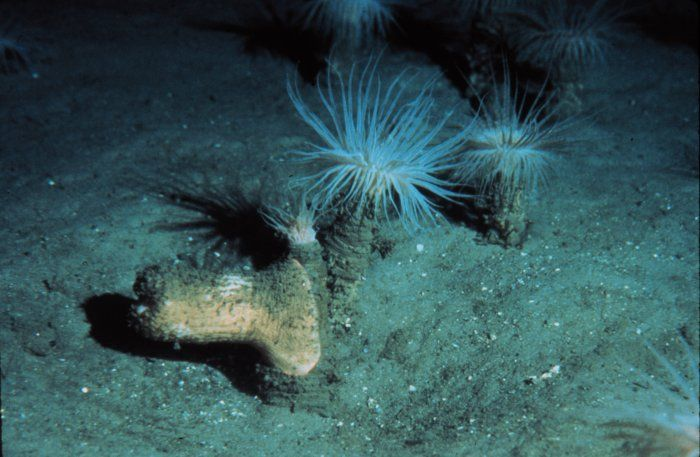
Pachycerianthus borealis
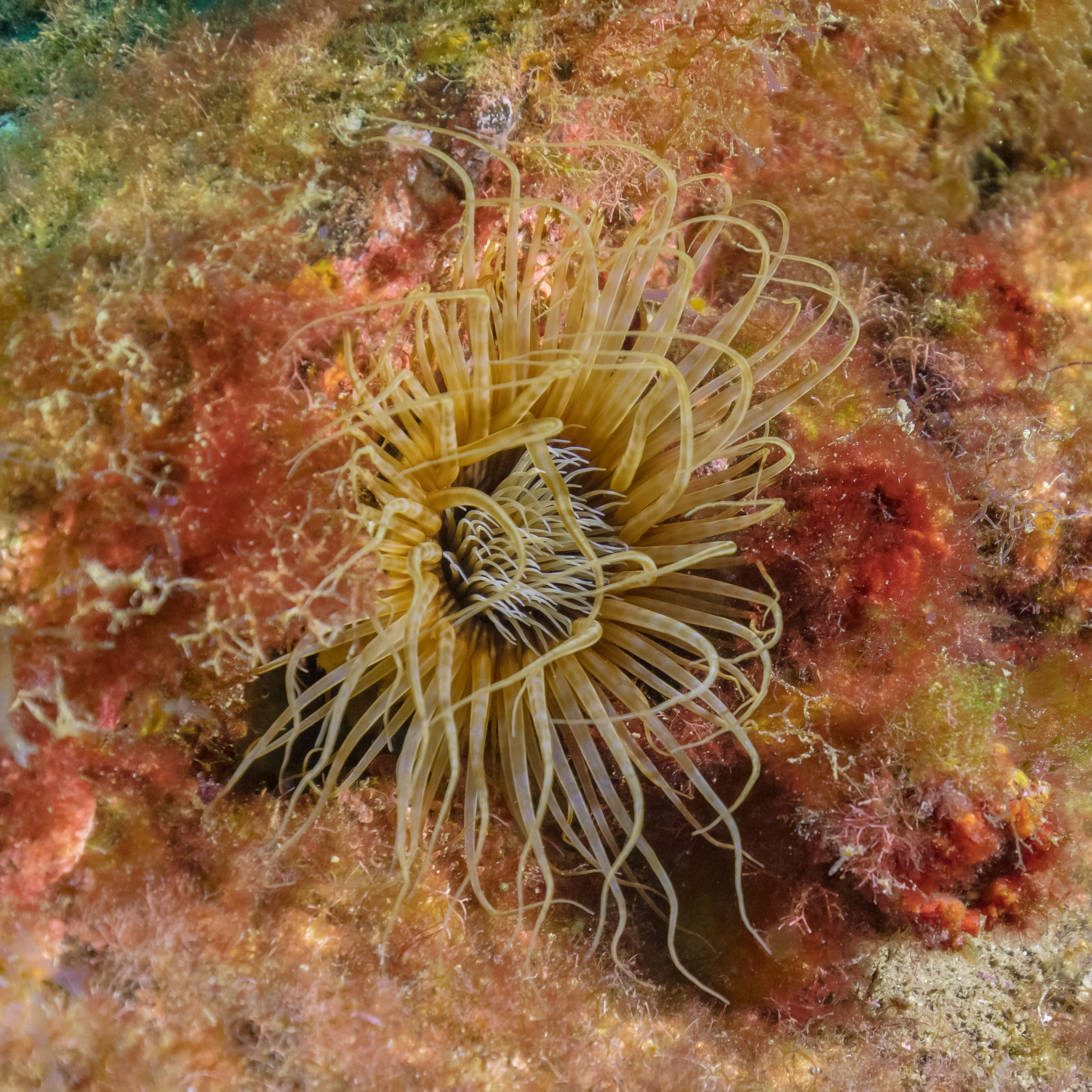
Pachycerianthus dohrni
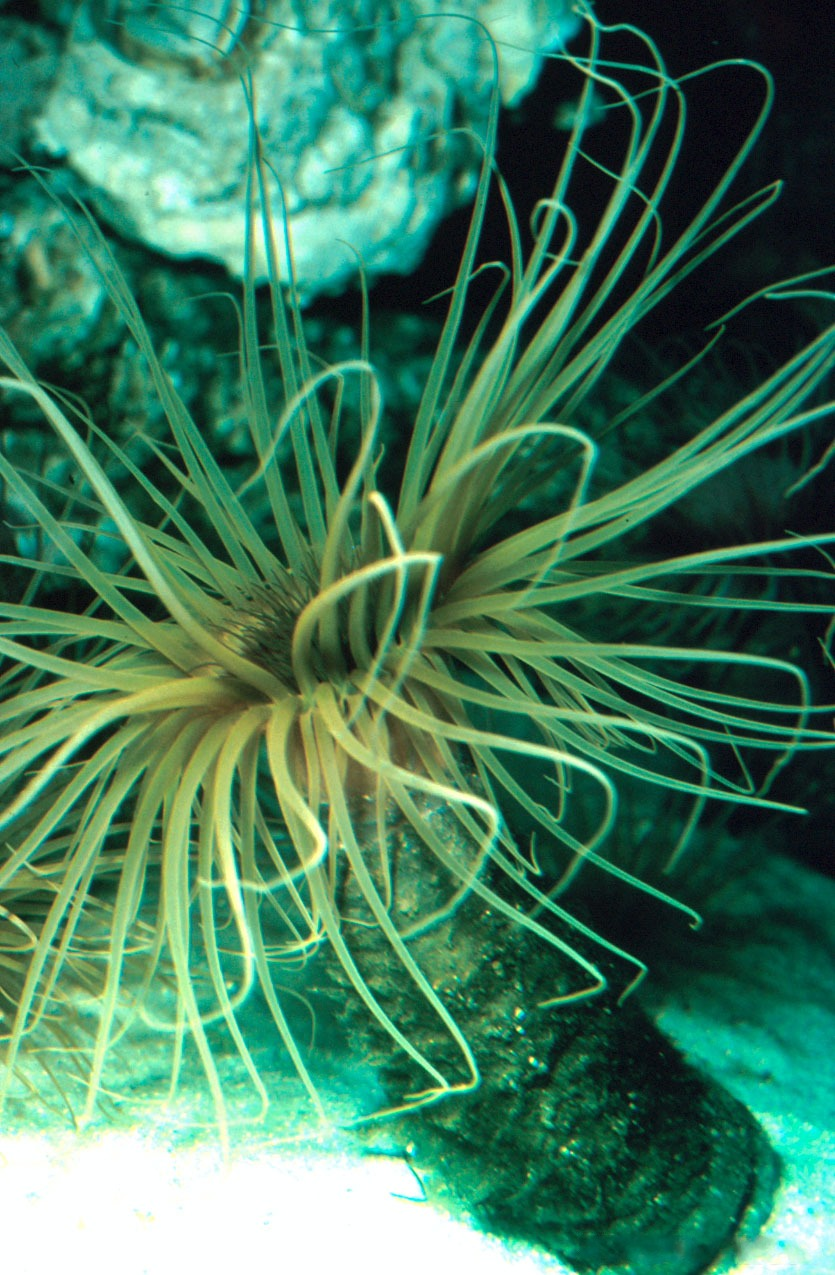
Pachycerianthus fimbriatus
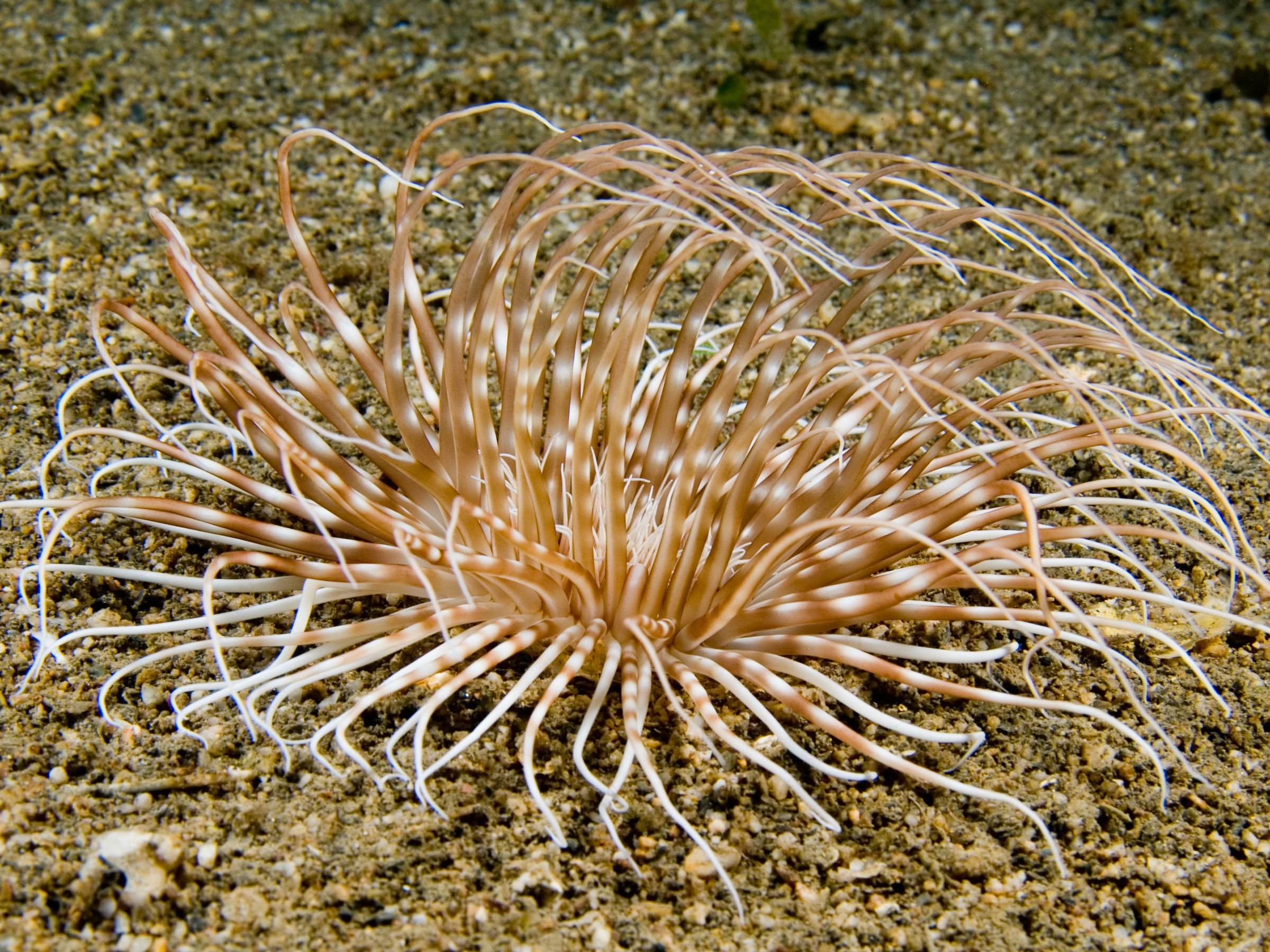
Pachycerianthus maua
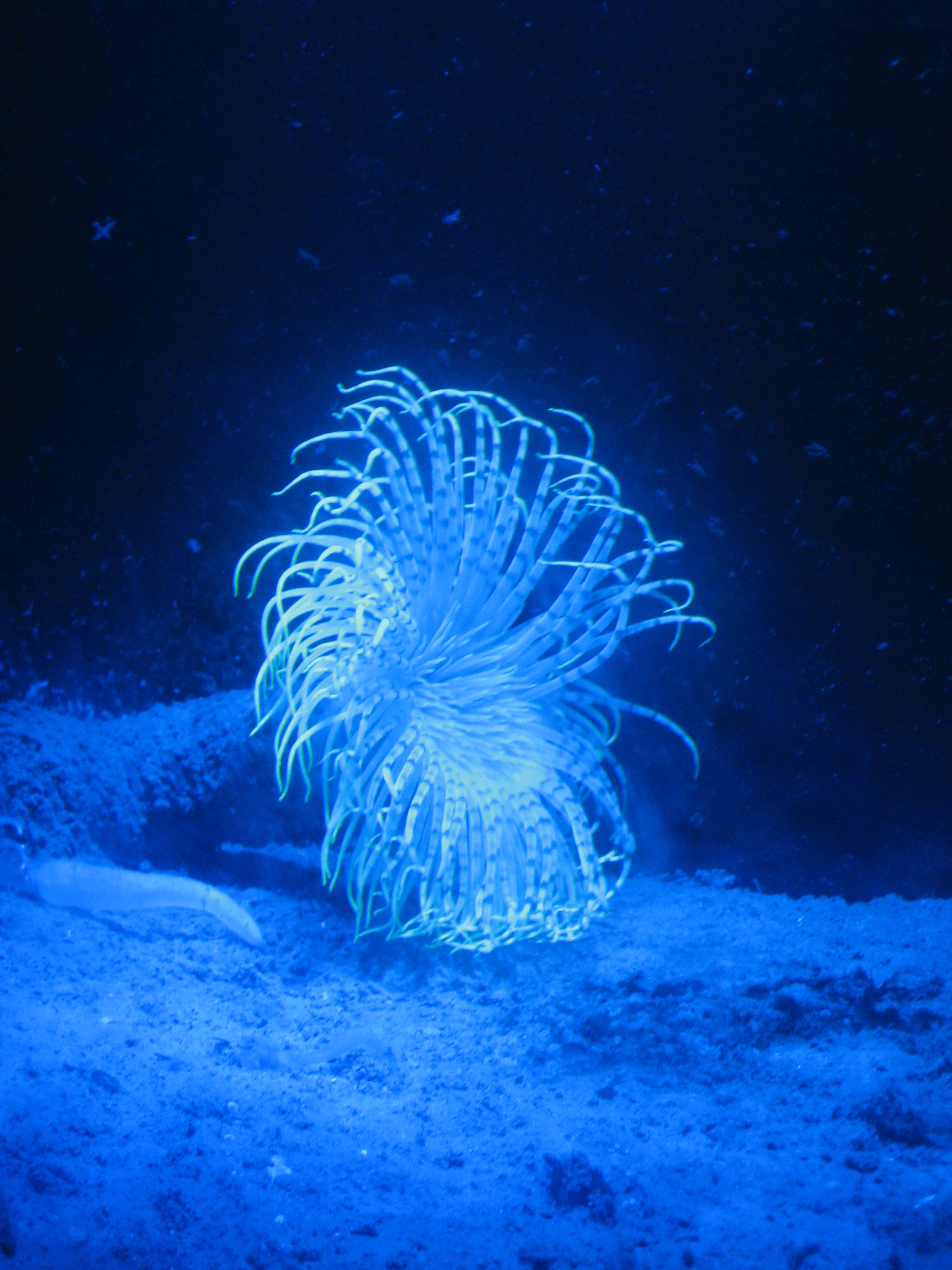
Pachycerianthus multiplicatus
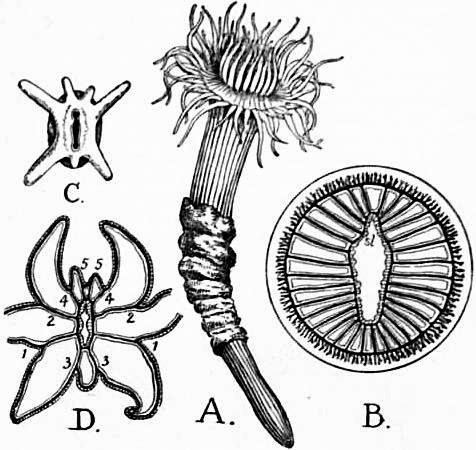
Pachycerianthus solitarius
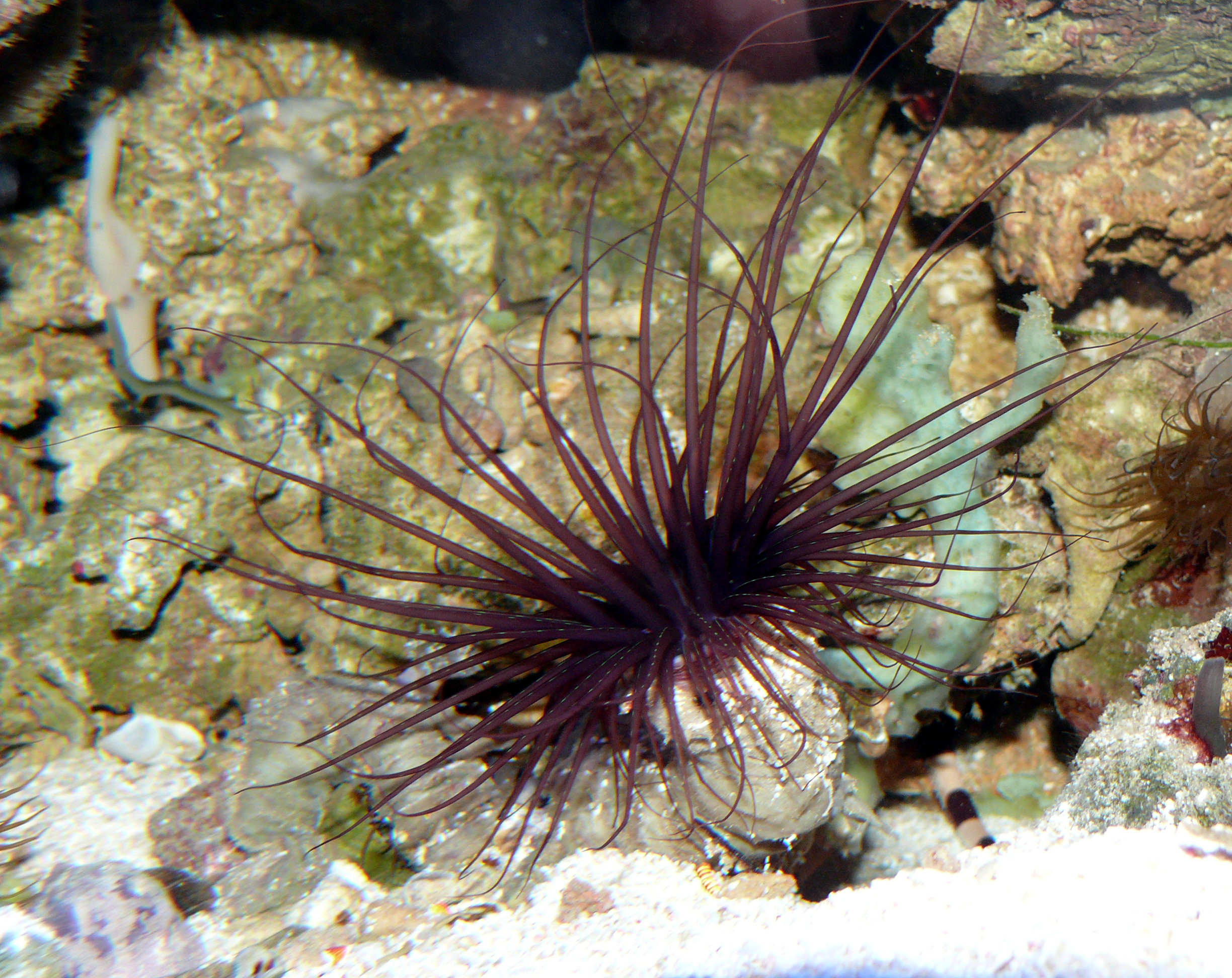
Pachycerianthus sp

## Morfología
El cuerpo de estos cnidarios está formado por una especie de bolsa, que se presenta introducida en un tubo formado por mucosas excretadas y que el animal va construyendo, con una cavidad central que hace las veces de boca y órgano excretor. El tubo y los tentáculos cuentan con un tipo de nematocistos, llamados cnidocitos, que le protegen de ataques y le sirven para inmovilizar a sus presas. 
En la parte superior del animal, que es la visible, cuenta con dos coronas de tentáculos no retraibles, entre 150 y 200, rodeando la boca. La corona exterior presenta tentáculos mucho más largos que la interior, y a veces, de color diferente. Los tentáculos permanecen extendidos salvo que se le moleste o las condiciones del agua o iluminación no sean correctas. Los tentáculos interiores los utiliza para manipular sus presas hacia la boca.
No tienen aparato circulatorio ni nervioso, las propias células se encargan individualmente de tomar el oxígeno que precisan para su supervivencia. Tampoco tienen zooxantelas. Los mesenterios tienen apéndices ramificados llamados filamentos mesentéricos. La segunda pareja de protomesenterios es corta y estéril.
Los colores pueden ser blanco, amarillo, marrón, verde, azul, violáceo, naranja, rojo o rosa. Y en ocasiones son fluorescentes, o con los tentáculos exteriores bandeados transversalmente, como la especie P. maua.

## Reproducción
Se reproducen sexualmente, nunca por gemación o bipartición. Son hermafroditas, y producen óvulos y espermatozoides, pero no al mismo tiempo, evitando así la autofecundación. Tras la fecundación, las larvas plánulas presentan un primer estado denominado “cerinula” en el que ya aparecen claramente diferenciadas una cavidad gástrica, un orificio anal/bucal y numerosos tentáculos. Tras varios días en la columna de agua, caen al sustrato, dónde se entierran en la arena o el fango bénticos.

## Hábitat
Su distribución geográfica comprende tanto el océano Atlántico como el Pacífico. En el Caribe, islas Canarias, España, islas británicas, Escandinavia y el Mediterráneo. En el Pacífico, en Alaska, las costas oeste de Canadá y Estados Unidos, Japón e Indonesia.
Se ubican en las zonas protegidas de fuertes corrientes y en aguas ricas en plancton. Al no ser fotosintéticos, pueden encontrarse a profundidades donde no llega luz. Su rango de profundidad es entre 0 y 130 m, y el de temperatura entre  6.50 y 24.92 °C.

## Alimentación
Son de hábitos nocturnos, permaneciendo normalmente enterrados en su tubo durante el día, y saliendo por la noche, desplegando sus coronas de tentáculos para cazar. Su dieta está compuesta fundamentalmente por crustáceos de pequeño tamaño, peces y larvas del plancton, los cuales son capturados de las corrientes marinas, primeramente, por los tentáculos largos, los cuales rebuscan por los alrededores del sustrato, para ir, posteriormente, a los tentáculos pequeños del centro, donde las partículas alimenticias son “degustadas” por células quimiorreceptoras, para, finalmente, ser introducidas en el orificio oral.

## Mantenimiento
Se debe contar con un sustrato arenoso de unos 12 cm de profundidad, en el que se hará un hoyo para situarlo. Tras su instalación en el acuario pueden pasar algunos días hasta que muestre los tentáculos completamente extendidos.
Son adecuados alimentos congelados como artemia, krill o larva roja de mosquito, también se le pueden ofrecer trozos de gamba cruda o trozos de mejillón semi hervido.
La corriente debe ser suave y la iluminación es indiferente, al no poseer zooxantelas.
Conviene dejar espacio a su alrededor, para evitar que pueda dañar corales con sus tentáculos urticantes. Se debe evitar la convivencia con especies de peces lentos, como los caballitos de mar, peces pipa, etc., porque acabarán siendo sus presas.